# Königsberg-Klasse (1907)
Die erste Königsberg-Klasse war der unmittelbare Nachfolger der Bremen-Klasse. Sie wurde 1903/04 bzw. 1904/1905 entworfen und bestand aus vier Kleinen Kreuzern der Kaiserlichen Marine. Die Schiffsnamen, deutsche Städte, folgten dem Vorbild der Bremen-Klasse.

## Liste der Schiffe
| Name       | Bauwerft                  | Kiellegung | Stapellauf         | Indienststellung | Verbleib                                                                     |
| ---------- | ------------------------- | ---------- | ------------------ | ---------------- | ---------------------------------------------------------------------------- |
| Königsberg | Kaiserliche Werft, Kiel   | -          | 12. Dez. 1905      | 6. April 1907    | selbstversenkt am 11. Juli 1915, im Rufijidelta                              |
| Nürnberg   | Kaiserliche Werft, Kiel   | -          | 28. August 1906    | 10. April 1908   | versenkt am 8. Dezember 1914, während des Seegefechts bei den Falklandinseln |
| Stuttgart  | Kaiserliche Werft, Danzig | -          | 22. September 1906 | 1. Februar 1908  | am 17. Dezember 1918 außer Dienst gestellt, 1920 abgewrackt                  |
| Stettin    | AG Vulcan, Stettin        | -          | 7. März 1907       | 29. Oktober 1907 | am 19./20. Dezember 1918 außer Dienst gestellt, 1921–1923 abgewrackt         |

## Technik
Auch diese Schiffsklasse war noch mit dem klassischen Rammbug ausgestattet. Obwohl zu einer Klasse gehörend, gab es unter diesen Schiffen deutliche Unterschiede. Besonders auffällig war hierbei, dass bei den drei letzten Schiffen der achtere Schornstein abgesetzt (im Marinejargon scherzhaft als „detachiert“ bezeichnet) war: er hatte einen deutlich größeren Abstand zum mittleren als dieser zum vorderen Schornstein, was aufgrund der anders unterteilten Kesselanlage zustande kam. Diese bestand aus insgesamt 11 Wasserrohrkesseln, die bei der Königsberg in drei, bei den übrigen Schiffen in fünf Kesselräumen aufgestellt waren. Drei der Kreuzer waren mit zwei Verbunddampfmaschinen mit dreifacher Dampfdehnung ausgestattet; die Stettin hatte Parsons-Turbinen.

### Bewaffnung
Alle Schiffe waren mit zehn 10,5-SK L/40 bestückt und hatten zwei 45-cm-Unterwassertorpedorohre. Während das Typschiff Königsberg zehn 3,7-cm-Maschinenkanonen hatte, besaßen die drei übrigen Einheiten je acht 5,2-cm-SK L/55.

### Umbau
Die Stuttgart wurde Februar bis Mai 1918 zu einem Flugzeugkreuzer umgebaut. Dabei wurde die Zahl der 10,5-cm-Geschütze auf vier reduziert. Auf dem Vorschiff wurden statt der vordersten beiden zwei 8,8-cm-SK L/45-Flugabwehrkanonen aufgestellt, während die gesamte hintere Schiffshälfte von der Flugzeughalle und einem offenen Deck, das zum Aussetzen und Anbordholen der drei mitgeführten Seeflugzeuge diente, eingenommen wurde, so dass die vier hinteren Geschützpositionen wegfielen.